# Цикл перевертня
«Цикл перевертня» (англ. Cycle of the Werewolf) — роман американського письменника Стівена Кінга в жанрі готичної літератури, опублікований в 1983 році видавництвом The Land of Enchantment.

## Публікація
Від самого початку твір було задумано як календар на тему перевертнів, і Кінґа попросили написати 12 невеликих розповідей для кожного місяця. Розповіді вийшли набагато більшими, ніж передбачалось, і, до того ж, календарний проєкт був покинутим. Кінґ вирішив видати твір окремою книгою.